# 3960 Chaliubieju
A 3960 Chaliubieju (ideiglenes jelöléssel 1955 BG) a Naprendszer kisbolygóövében található aszteroida. A Bíbor-hegyi Obszervatórium fedezte fel 1955. január 20-án.